# Conseil européen du 30 août 2014
La réunion du Conseil européen du 30 août 2014 porte principalement sur les nominations aux postes de président du Conseil européen, le Premier ministre polonais, Donald Tusk et à celui de Haut représentant de l'Union pour les affaires étrangères et la politique de sécurité, la ministre italienne des Affaires étrangères, Federica Mogherini.

## Conclusions
Les dirigeants de l'UE se sont concentrés sur la mise en œuvre des orientations approuvées lors de leur réunion de juin 2014 en ce qui concerne l'emploi, la croissance et la compétitivité dans les États membres afin d'accompagner la reprise économique.
Le président de l'Ukraine, Petro Porochenko, a assisté à la réunion et est intervenu pour demander un soutien à l'UE dans la crise qui l'opposer à la Russie en Crimée et dans le Donbass, demandant notamment l'intensification des sanctions.
La détérioration de la situation humanitaire et en matière de sécurité en Irak et en Syrie, avec la montée de l'État islamique a été abordée avec un ensemble de mesures mises en place pour assister ces pays et lutter contre l'organisation terroriste.
Dans le cadre du conflit israélo-palestinien, les dirigeants européens ont salué les avancées dans les négociations entre les deux parties et insisté sur la nécessité de poursuivre ces efforts.

## Sources